# Campionati italiani femminili assoluti di atletica leggera 1926
I IV campionati italiani femminili assoluti di atletica leggera si sono tenuti a Dalmine il 25 e 26 settembre 1926. Sono stati assegnati quindici titoli in altrettante discipline.
Dopo un anno di assenza, in questa edizione tornarono in programma i 250 e gli 800 metri piani. Solo in questa edizione, al posto degli 80 metri piani si corsero i 75 metri piani e si svolsero le gare della staffetta 4×250 metri (al posto della 4×200) e del salto misto, consistente in un salto in lunghezza con una barriera verticale di 50 cm da superare. Fu inoltre introdotta la gara del pentathlon, composta dalla successione di salto misto, lancio del giavellotto, 80 metri piani, lancio del disco, e 250 metri piani.
Nel 1926 si disputò anche il primo campionato italiano di corsa campestre femminile, che si tenne a Milano il 7 marzo, presso l'ippodromo del galoppo di San Siro.
Durante la manifestazione furono battuti i record italiani negli 800 metri piani (Emilia Pedrazzini, 2'39"1/5), 83 metri ostacoli (Olga Barbieri, 14"2/5) e salto in lungo da fermo (Vittorina Vivenza, 2,21 m). Furi gara fu anche stabilito il nuovo record italiano nei 1000 metri piani (Olga Barbieri, 3'25"2/5) e durante la gara del lancio del giavellotto a due mani Olga Barbieri stabilì il nuovo record italiano del lancio del giavellotto con un lancio di 20,24 m.

## Risultati

### Le gare del 25-26 settembre a Dalmine
| Specialità                        | Oro                                                                                              | Prestazione | Argento                                        | Prestazione            | Bronzo                                         | Prestazione            |
| Corse                             | Corse                                                                                            | Corse       | Corse                                          | Corse                  | Corse                                          | Corse                  |
| --------------------------------- | ------------------------------------------------------------------------------------------------ | ----------- | ---------------------------------------------- | ---------------------- | ---------------------------------------------- | ---------------------- |
| 75 m                              | Luigina Bonfanti SG Forza e Coraggio Milano                                                      | 10"1/5      | Maria Bonfanti SG Forza e Coraggio Milano      | s/t                    | Olga Barbieri SG Pro Patria et Libertate       | s/t                    |
| 250 m                             | Bruna Pizzini SG Forza e Coraggio Milano                                                         | 38"1/5      | Ornella Galli Unione Sportiva Soresinese       | s/t                    | Elsa Oglina Aosta Sport Club                   | s/t                    |
| 400 m                             | Bruna Pizzini SG Forza e Coraggio Milano                                                         | 1'06"2/5    | Amelia Schenone SG Forza e Coraggio Milano     | s/t                    | Enrica Colombo Aosta Sport Club                | s/t                    |
| 800 m                             | Emilia Pedrazzani Unione Sportiva Soresinese                                                     | 2'39"1/5    | Amelia Schenone SG Forza e Coraggio Milano     | s/t                    | Anita Cremoli Sport Club Savona Milano         | s/t                    |
| 83 m hs                           | Olga Barbieri SG Pro Patria et Libertate                                                         | 14"2/5      | Ornella Galli Unione Sportiva Soresinese       | s/t                    | Anita Cremoli Sport Club Savona Milano         | s/t                    |
| Staffetta 4×75 m                  | SG Forza e Coraggio Milano Luigina Bonfanti Amelia Schenone Maria Bonfanti Bruna Pizzini         | 42'2/5"     | Medaglie non assegnate                         | Medaglie non assegnate | Medaglie non assegnate                         | Medaglie non assegnate |
| Staffetta 4×250 m                 | Unione Sportiva Soresinese Ornella Galli Leonida Zucchetti Emilia Pedrazzani Leandrina Bulzacchi | 2'53"1/5    | Medaglie non assegnate                         | Medaglie non assegnate | Medaglie non assegnate                         | Medaglie non assegnate |
| Salti                             |                                                                                                  |             |                                                |                        |                                                |                        |
| Salto in alto                     | Lina Banzi SG Pro Patria et Libertate                                                            | 1,30 m      | Enrica Rizzardi                                | 1,25 m                 | Medaglia non assegnata                         | Medaglia non assegnata |
| Salto in alto                     | Lina Banzi SG Pro Patria et Libertate                                                            | 1,30 m      | Lea Margueretaz Aosta Sport Club               | 1,25 m                 | Medaglia non assegnata                         | Medaglia non assegnata |
| Salto in lungo                    | Luigina Bonfanti SG Forza e Coraggio Milano                                                      | 4,62 m      | Andreina Sacco Fascio Femminile Simul Pugnando | 4,08 m                 | Vittorina Vivenza Aosta Sport Club             | 4,02 m                 |
| Salto in lungo da fermo           | Vittorina Vivenza Aosta Sport Club                                                               | 2,21 m      | Andreina Sacco Fascio Femminile Simul Pugnando | 2,15 m                 | Lea Margueretaz Aosta Sport Club               | 2,13 m                 |
| Salto misto                       | Andreina Sacco Fascio Femminile Simul Pugnando                                                   | 3,70 m      | Lea Margueretaz Aosta Sport Club               | 3,60 m                 | Lina Banzi SG Pro Patria et Libertate          | 3,40 m                 |
| Lanci                             |                                                                                                  |             |                                                |                        |                                                |                        |
| Getto del peso a due mani         | Andreina Sacco Fascio Femminile Simul Pugnando                                                   | 15,29 m     | Vittorina Vivenza Aosta Sport Club             | 13,89 m                | Giuseppina Borin SG Costantino Reyer           | 13,63 m                |
| Lancio del disco                  | Lina Banzi SG Pro Patria et Libertate                                                            | 44,13 m     | Vittorina Vivenza Aosta Sport Club             | 43,01 m                | Andreina Sacco Fascio Femminile Simul Pugnando | 41,50 m                |
| Lancio del giavellotto a due mani | Giuseppina Borin SG Costantino Reyer                                                             | 41,42 m     | Lina Banzi SG Pro Patria et Libertate          | 38,41 m                | Vittorina Vivenza Aosta Sport Club             | 37,91 m                |
| Prove multiple                    |                                                                                                  |             |                                                |                        |                                                |                        |
| Pentathlon                        | Olga Barbieri SG Pro Patria et Libertate                                                         | 12 p.       | Vittorina Vivenza Aosta Sport Club             | 13 p.                  | Lea Margueretaz Aosta Sport Club               | 15 p.                  |

### La corsa campestre del 7 marzo a Milano
Il primo titolo di campionessa italiana della corsa campestre fu assegnato a Milano, all'ippodromo del galoppo di San Siro, sulla distanza di 800 metri, tutto in rettilineo, con due ostacoli artificiali sul percorso.
| Specialità              | Oro                                          | Prestazione | Argento                                  | Prestazione | Bronzo                                     | Prestazione |
| ----------------------- | -------------------------------------------- | ----------- | ---------------------------------------- | ----------- | ------------------------------------------ | ----------- |
| Corsa campestre (800 m) | Emilia Pedrazzani Unione Sportiva Soresinese | 4'06"3/5    | Bruna Pizzini SG Forza e Coraggio Milano | a 20 metri  | Amelia Schenone SG Forza e Coraggio Milano | s/t         |